# World Congress on Intelligent Transport Systems
Der World Congress on Intelligent Transport Systems (abgekürzt als ITS World Congress bekannt) ist eine jährlich stattfindende Konferenz und Verkaufsmesse zur Förderung von Intelligenten Transportsystemen, die von ERTICO (ITS Europe), ITS Amerika und ITS AsiaPacific gefördert wird. Die Veranstaltung findet jährlich – jeweils an einem anderen Ort – statt.

## Geschichte
Der erste ITS World Kongress fand 1994 in Paris statt, der zweite 1995 in Yokohama und der dritte 1996 in Orlando
- 1997 Berlin
- 1998 Seoul
- 1999 Toronto
- 2000 Turin
- 2001 Sydney
- 2002 Chicago
- 2003  Madrid
- 2004 Nagoya
- 2005 San Francisco
- 2006 London
- 2007 Peking
- 2008 New York
- 2009 Stockholm[4]
- 2010  Busan
- 2011 Orlando
- 2012 Wien
- 2013 Tokyo
- 2014 Detroit
- 2015 Bordeaux
- 2016 Melbourne[5]
- 2017 Montréal[6]
- 2018 Kopenhagen[7].
- 2019 Singapore[8]
- 2020 Los Angeles (virtuell)[9]
- 2021 Hamburg[10]
- 2022 Los Angeles[11]
- 2023 Suzhou[12]

Die Berichte zu den ITS World Kongressen werden von ITS Japan archiviert.

## Ausblick
- 2024 in Dubai[14]